# IV Liceum Ogólnokształcące w Kielcach
IV Liceum Ogólnokształcące w Kielcach – szkoła ponadpodstawowa założona w Kielcach w 1950 roku. Wchodzi w skład Zespołu Szkół Ponadpodstawowych nr 2.
Powstała w 1950. Początkowo funkcjonowała wraz z „Siódemką” pod nazwą Szkoły Ogólnokształcącej Stopnia Podstawowego i Licealnego TPD im. Hanki Sawickiej i mieściła się w drewnianych barakach i jednym murowanym budynku przy ul. Chęcińskiej. W 1972 roku rozpoczęto budowę nowej siedziby szkoły przy ul. Radiowej. W 1975 placówka otrzymała sztandar. W 2013 roku budynek liceum został poddany remontowi i termomodernizacji. Inwestycja kosztowała 1,8 mln zł.
Od lat 90. próbowano odebrać szkole imię komunistycznej działaczki Hanki Sawickiej. W 2014 roku przeprowadzono wśród uczniów, ich rodziców, absolwentów i nauczycieli referendum w sprawie patronki – 57,3% biorących udział opowiedziało się za jej pozostawieniem, zaś 42,7% opowiedziało się za zmianą. Za odebraniem placówce imienia opowiedziała się również rada pedagogiczna, która wraz z radą rodziców i samorządem uczniowskim zwróciła się w tej sprawie do Rady Miasta. Ta na początku czerwca 2014 roku odebrała szkole imię.
W IV LO działa teatr „Panika”, który występował m.in. na deskach Teatru im. Stefana Żeromskiego w Kielcach i na scenie Domu Kultury „Zameczek”. W liceum funkcjonuje nadto Klub Turystyki Górskiej, który organizuje m.in. wycieczki w Tatry.
Uczniowie liceum odnieśli wiele sukcesów w olimpiadach przedmiotowych i konkursach, m.in. w 2003 IV LO posiadało największą w Polsce grupę olimpijczyków z biologii. W Rankingu Liceów 2014 przygotowanym przez miesięcznik „Perspektywy” i dziennik „Rzeczpospolita” szkoła zajęła piąte miejsce w Kielcach, a dziewiąte w województwie świętokrzyskim.

## Absolwenci
Szkołę ukończyli m.in.:
- Agnieszka Dyk
- Józef Gębski
- Tomasz Merta
- Paweł Miśkiewicz
- Bronisław Opałko
- Michał Sołowow
- Krzysztof Urbański
- Jakub Wiech